# Anse à la Chaloupe (Poulamon Bay)
Anse à la Chaloupe – zatoka (ang. cove, fr. anse) zatoki Poulamon Bay w kanadyjskiej prowincji Nowa Szkocja, w hrabstwie Richmond; nazwa urzędowo zatwierdzona 4 listopada 1966.